# Dogo (perro)

Detalle de la cabeza de un dogo argentino.

El dogo es una de las dos clasificaciones dentro de los molosos.
Se trata de un tipo de perro de cuerpo fuerte, corto y ancho, cabeza redonda y perfil cóncavo, labios  gordos y pelo corto y recio, de color frecuentemente leonado. A este tipo de perro suelen pertenecer razas pesadas, robustas, obstinadas, y usadas para funciones como la guarda, los combates en sitios cerrados (entre perros o contra otros animales) y la caza mayor (en cuyo caso suelen ser llamados alanos).

## Etimología
La palabra dogo tiene un equivalente escrito en inglés medio y alemán como dogge y en francés y portugués como dogue. Es un término utilizado principalmente para definir perros de presa o un perro de gran alcance de pelaje corto.

## Tipos de dogos

### Dogos de guarda o de tipo pesado
Anchos y cortos, seleccionados para funciones estáticas que requieren sobre todo de agresividad y fuerza bruta como la guarda y las peleas:

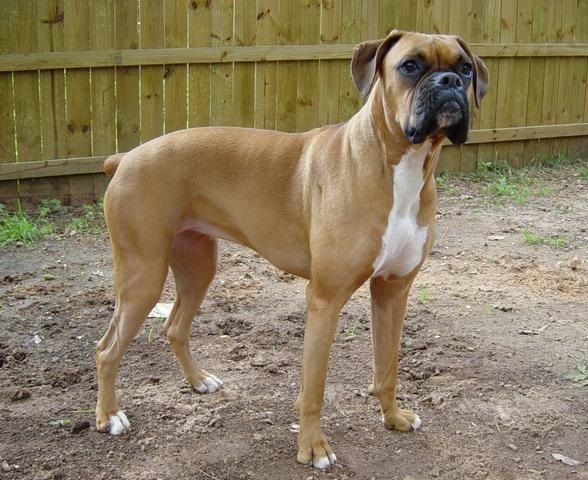
Bóxer
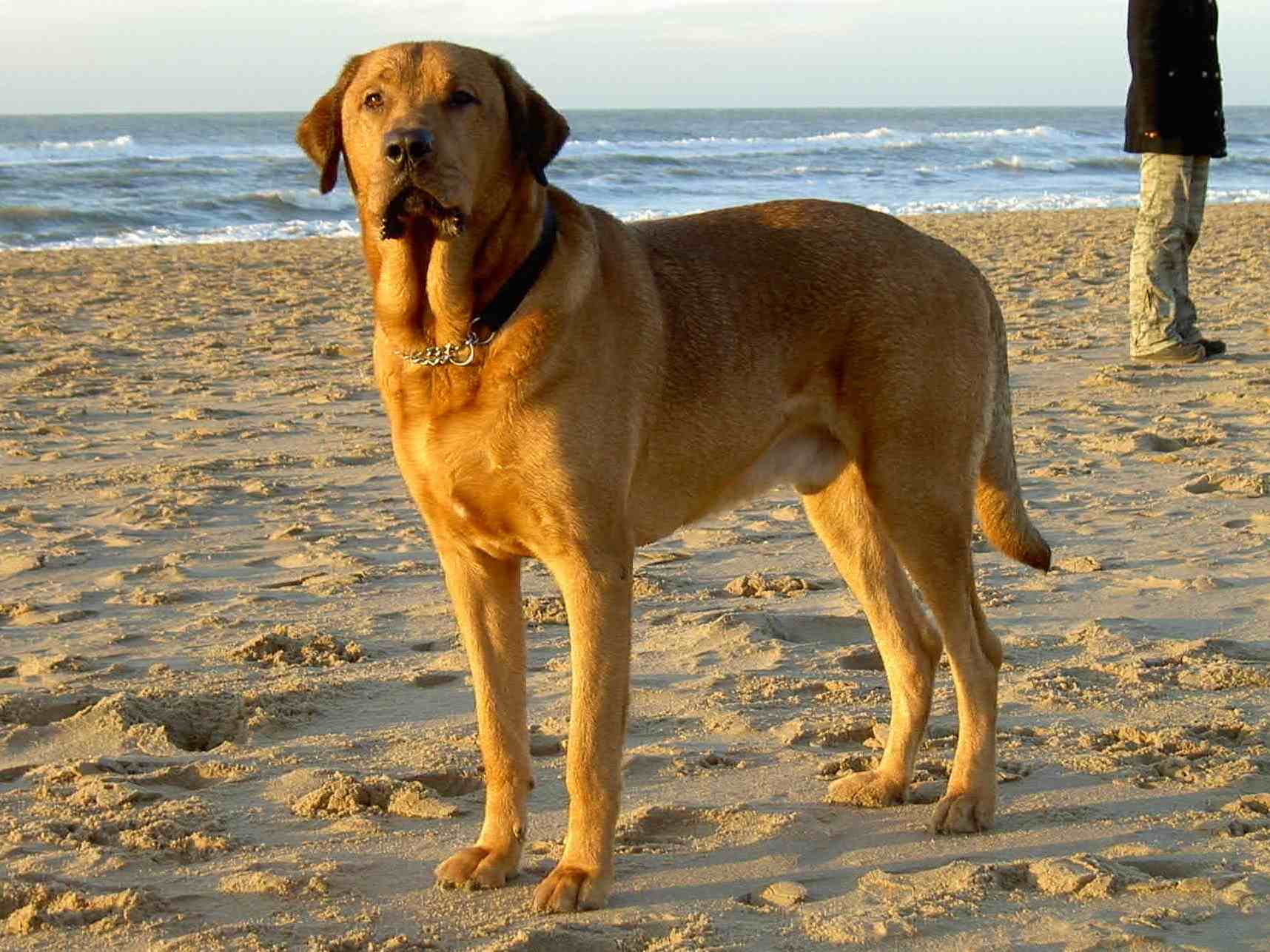
Broholmer
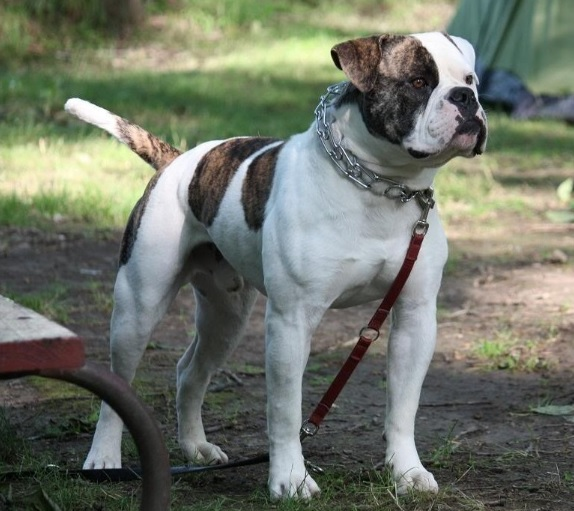
Bulldog americano
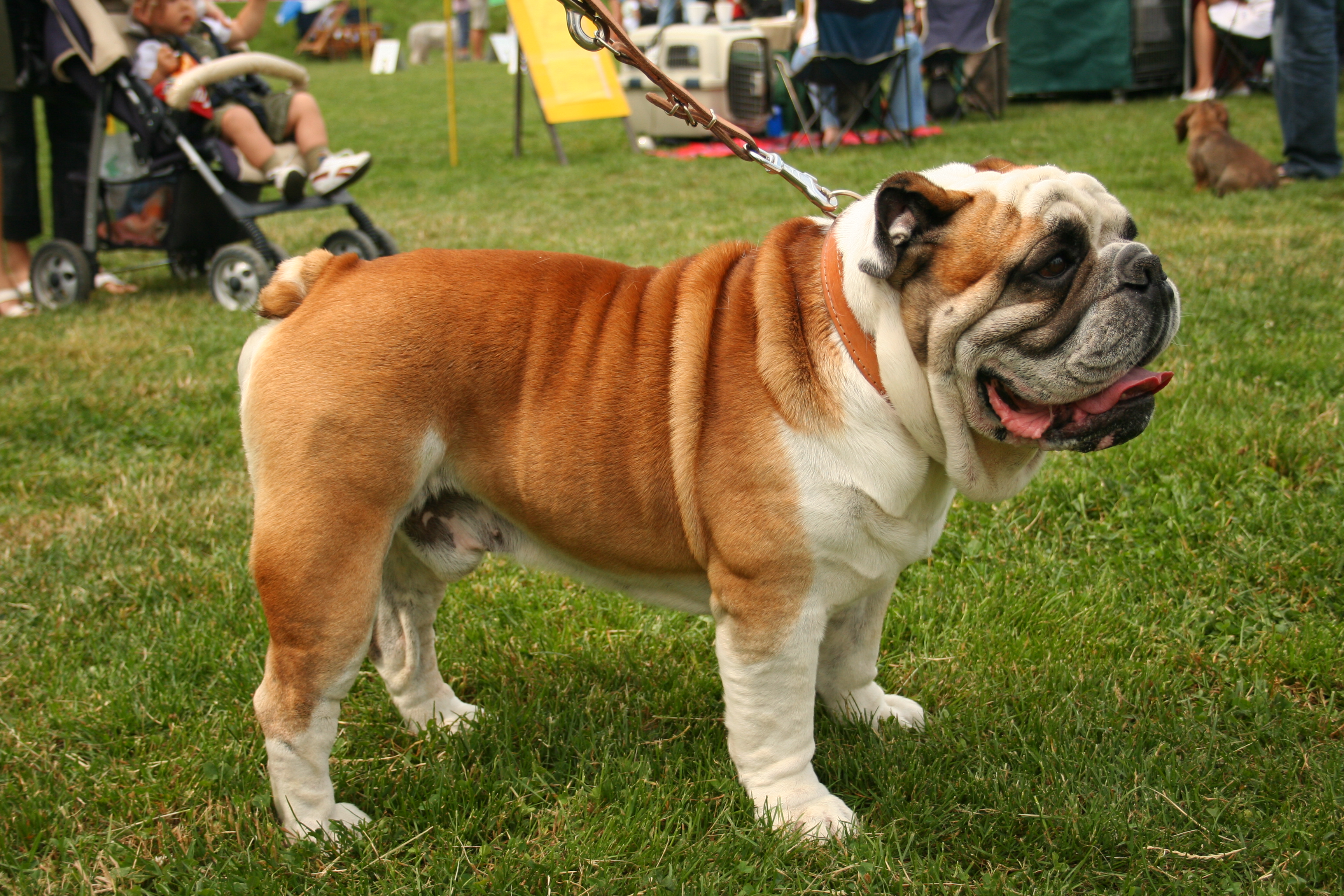
Bulldog inglés
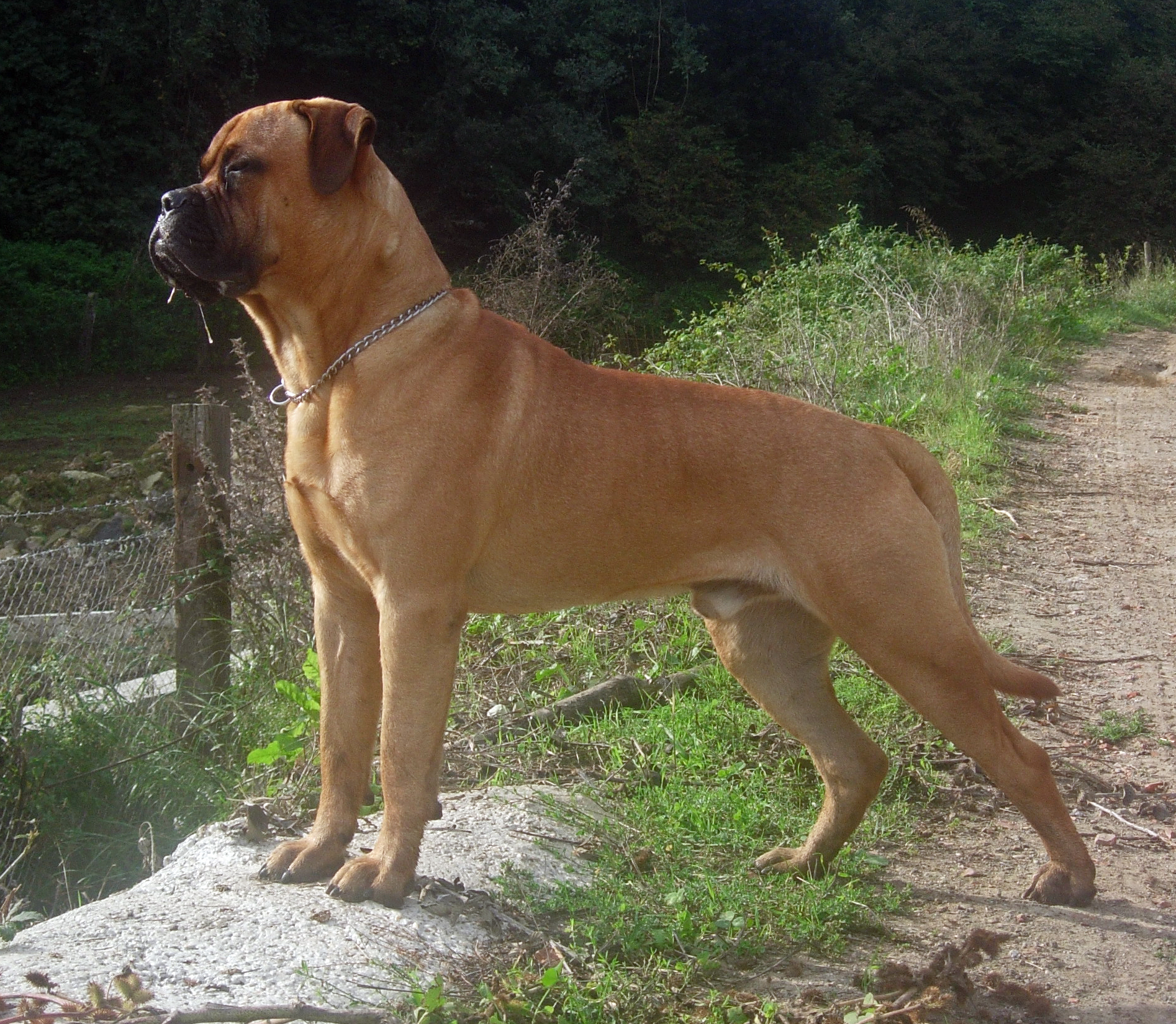
Bullmastiff
Dogo de Burdeos
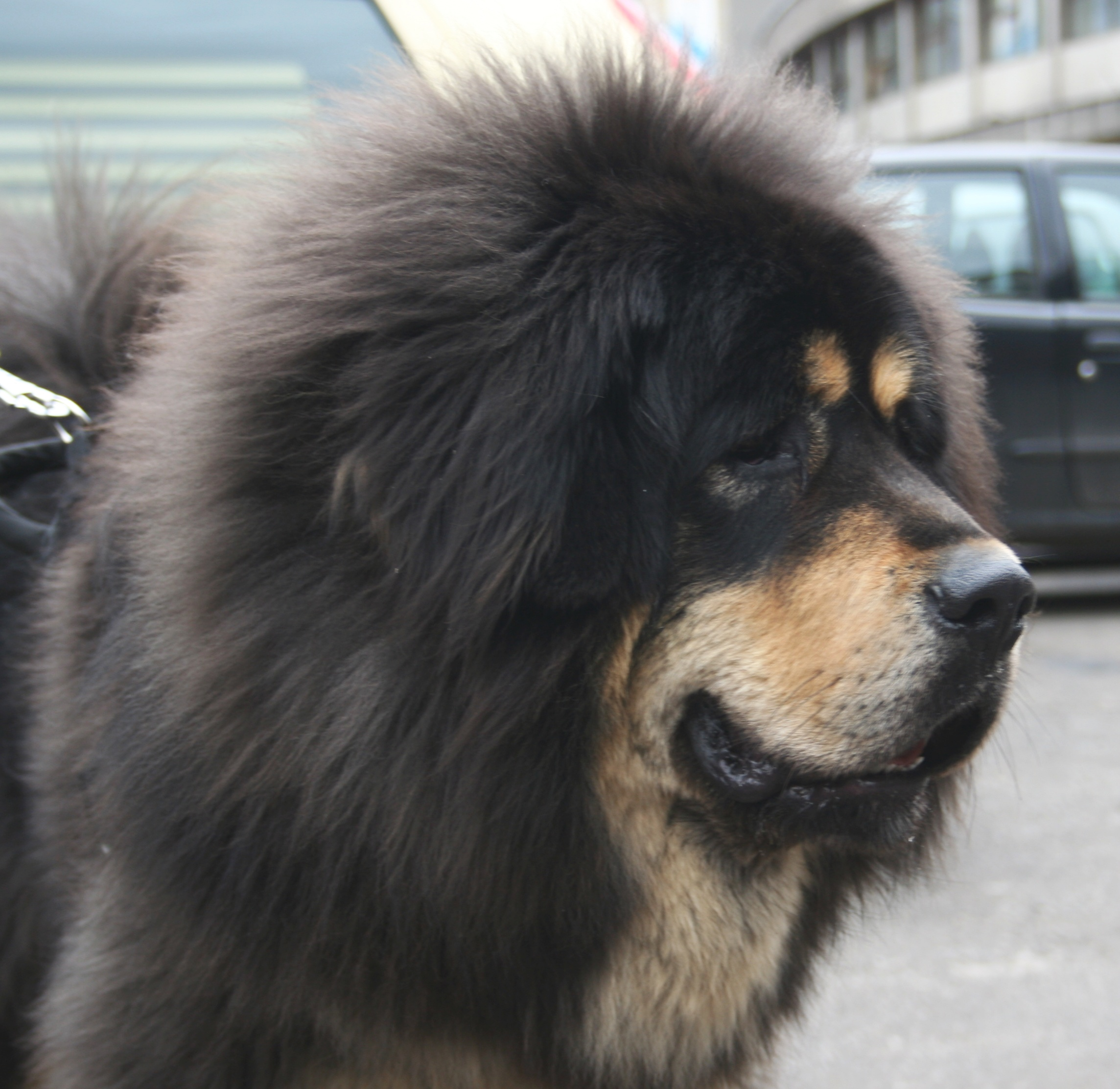
Dogo del Tíbet
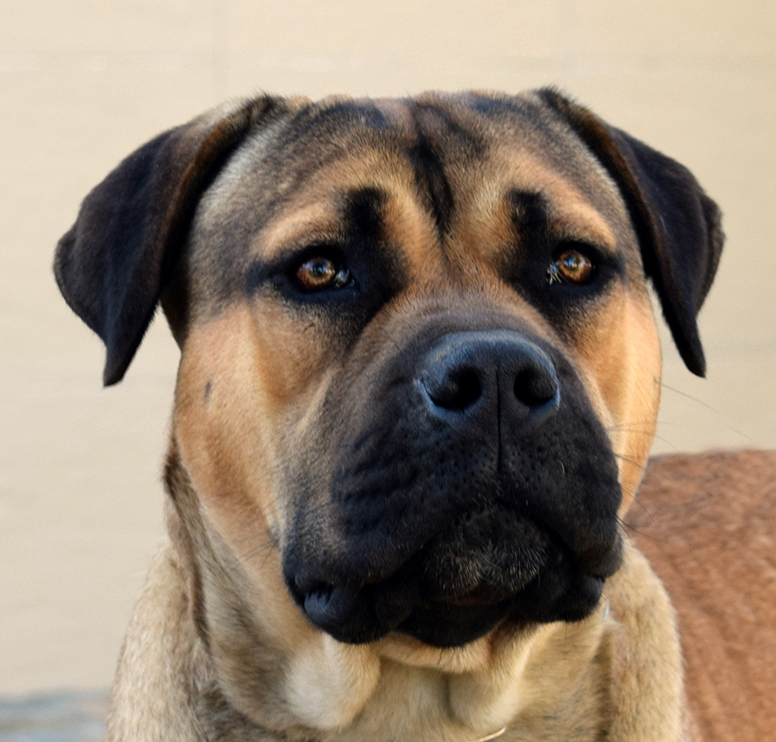
Dogo español
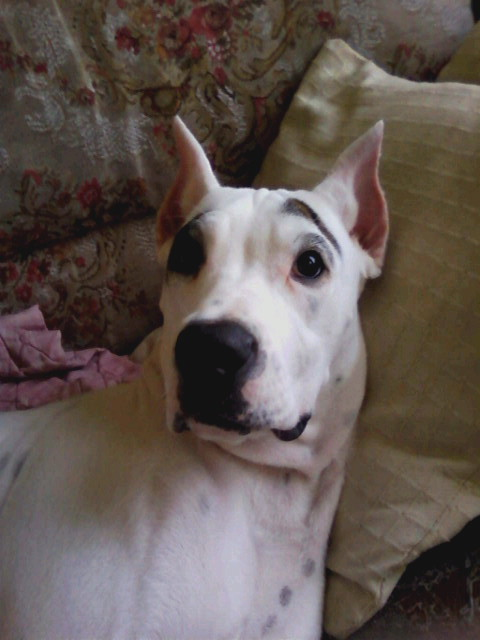
Dogo guatemalteco
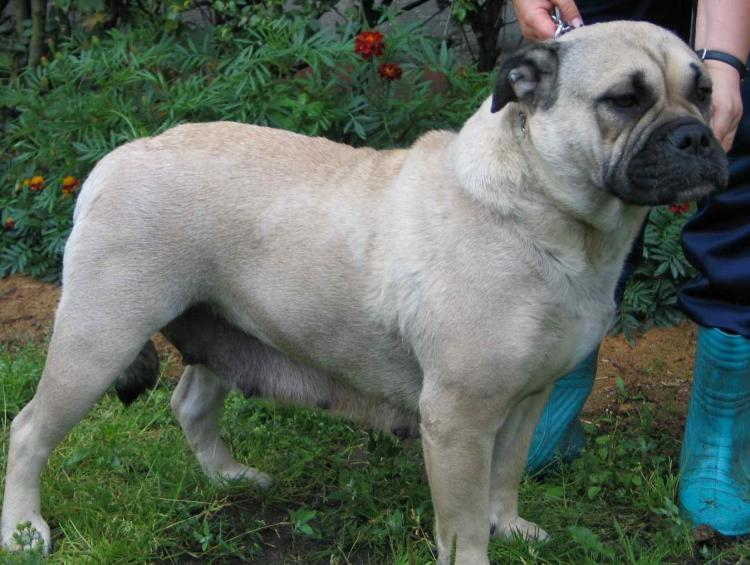
Dogo mallorquín
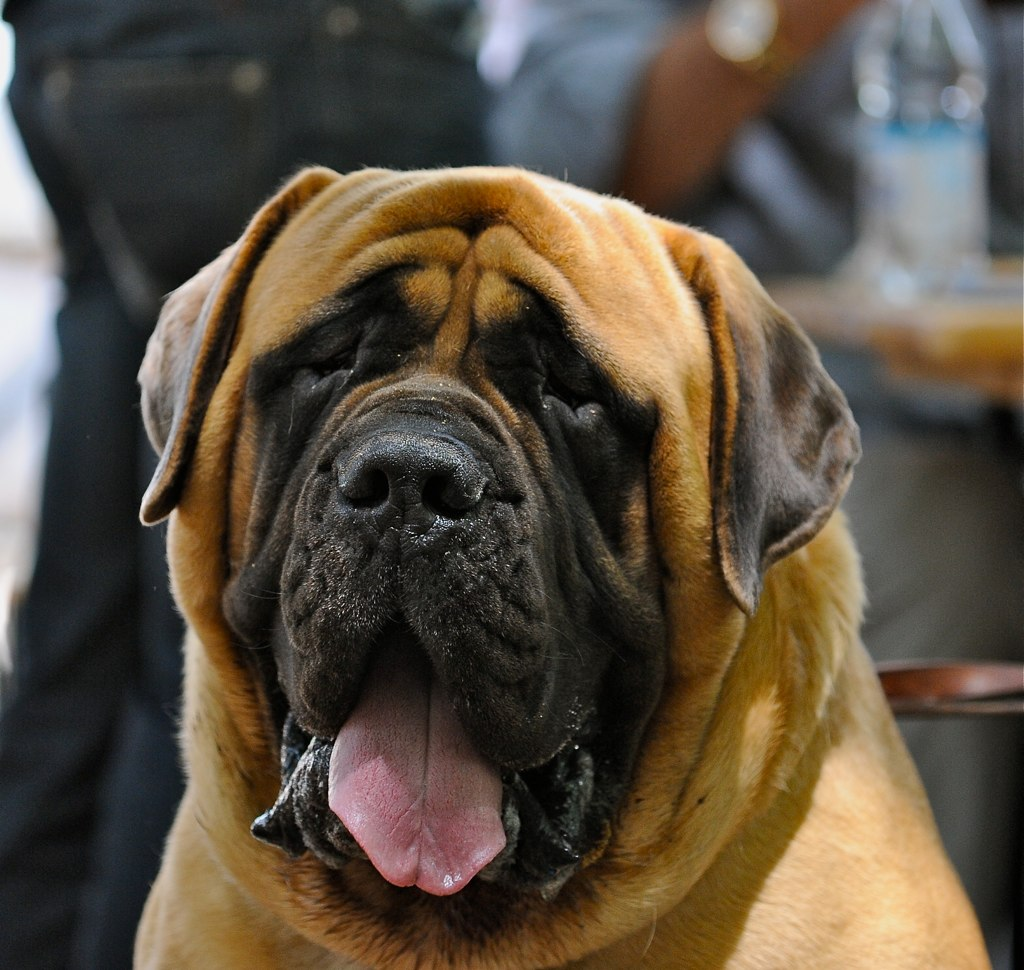
Mastín inglés
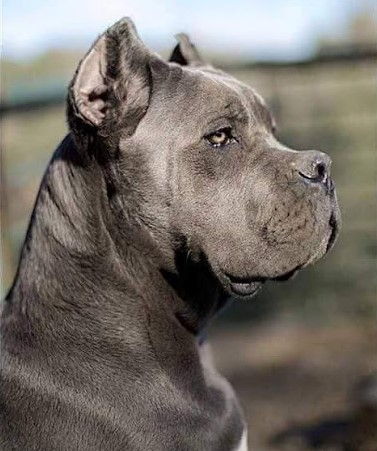
Mastín italiano
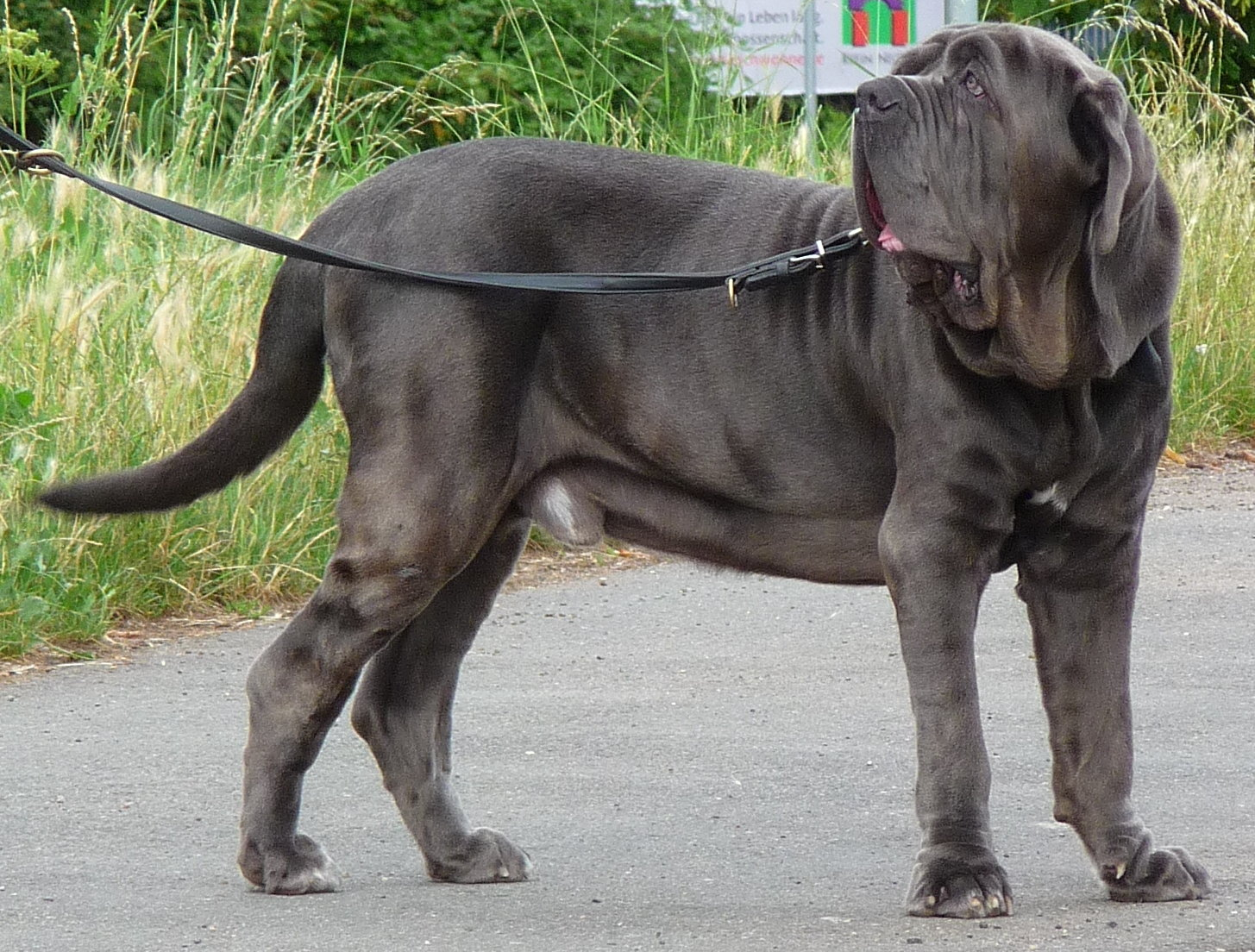
Mastín napolitano
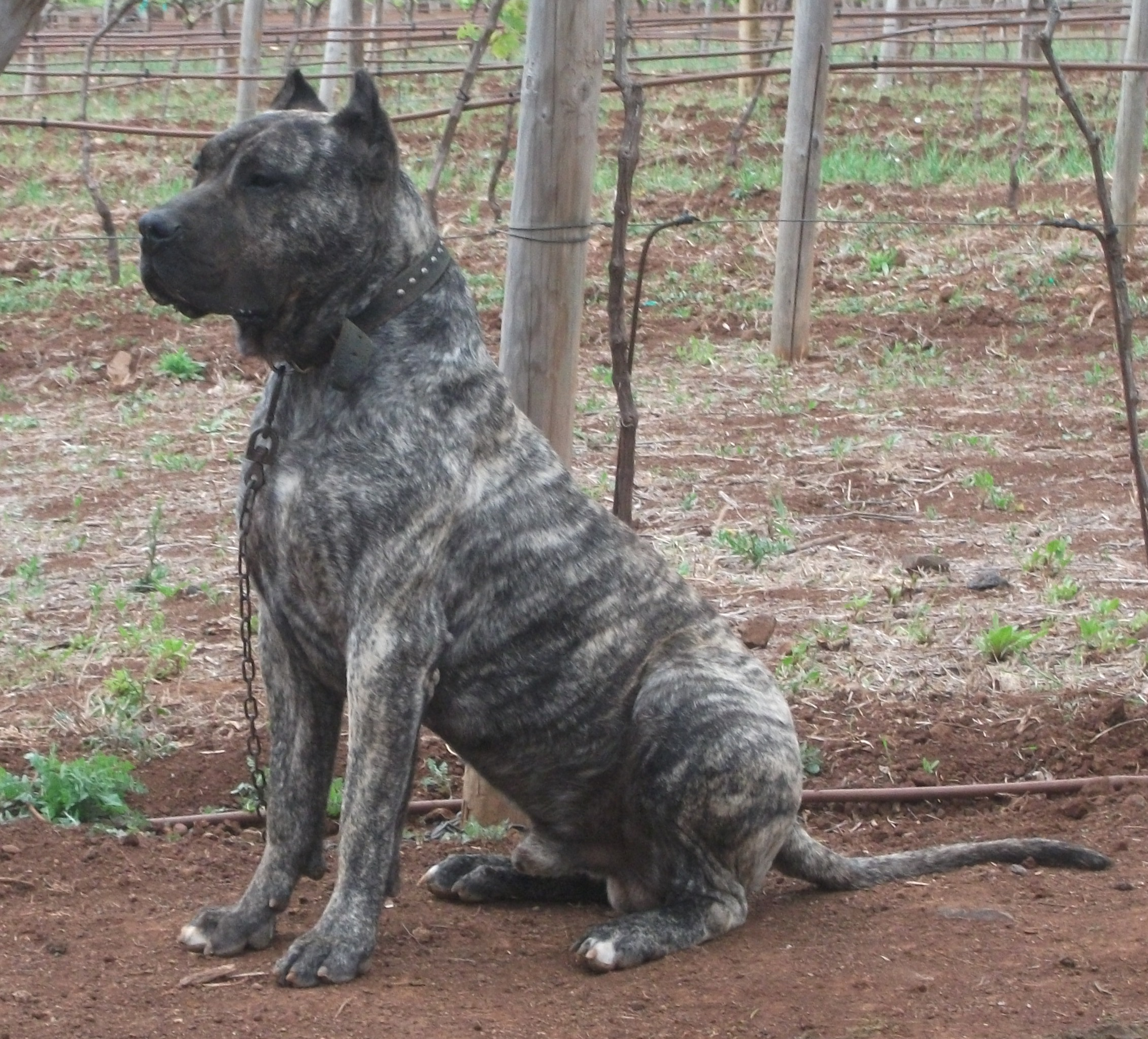
Presa canario
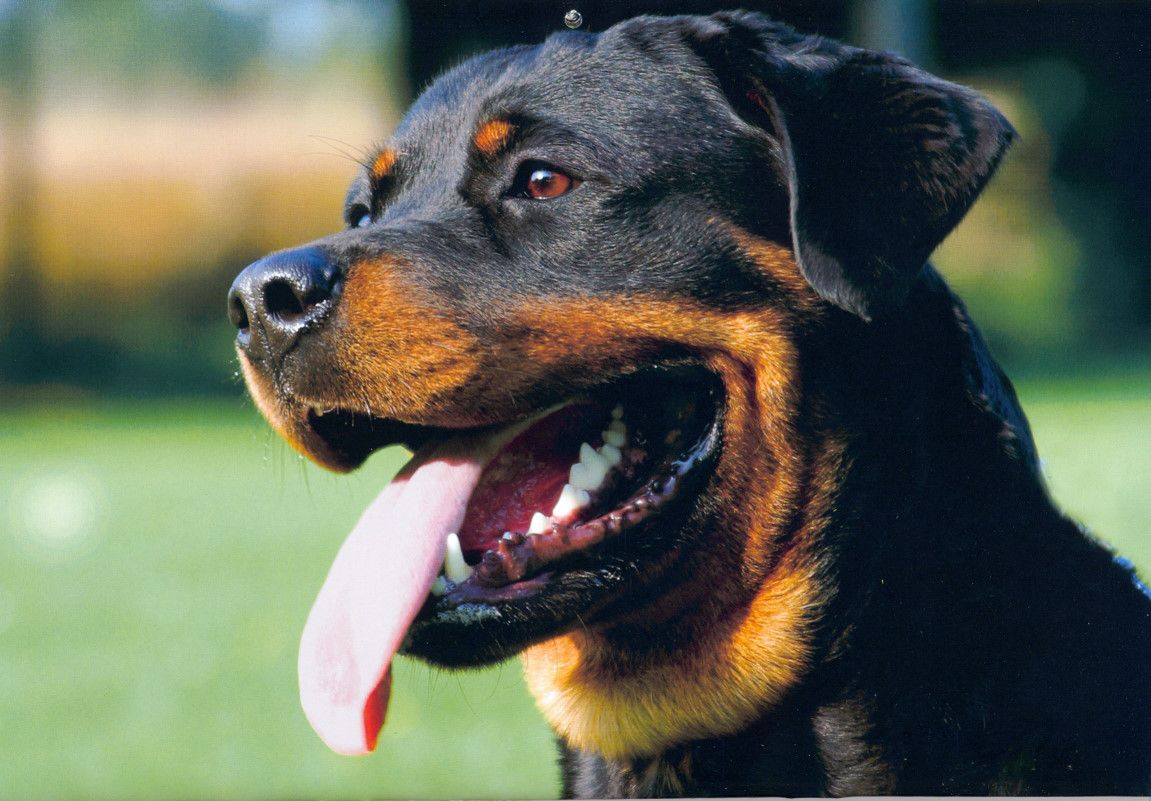
Rottweiler
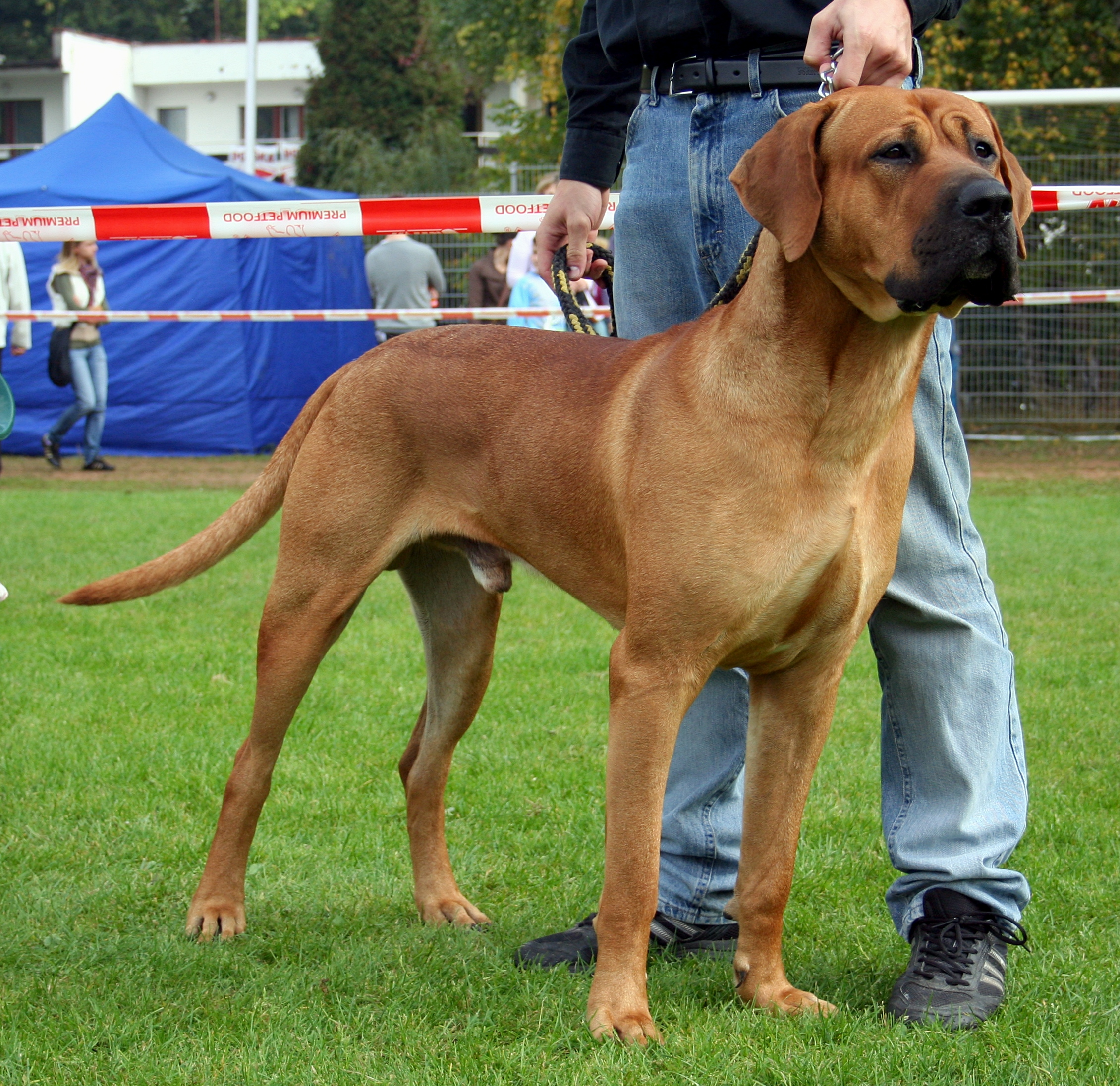
Tosa Inu

### Alanoso dogos de tipo ligero
Más finos y alargados, seleccionados para funciones dinámicas relacionadas con la carrera y la resistencia, especialmente la caza mayor. Es un perro muy usado en las rehalas de las monterías.

Alano español
Dogo argentino
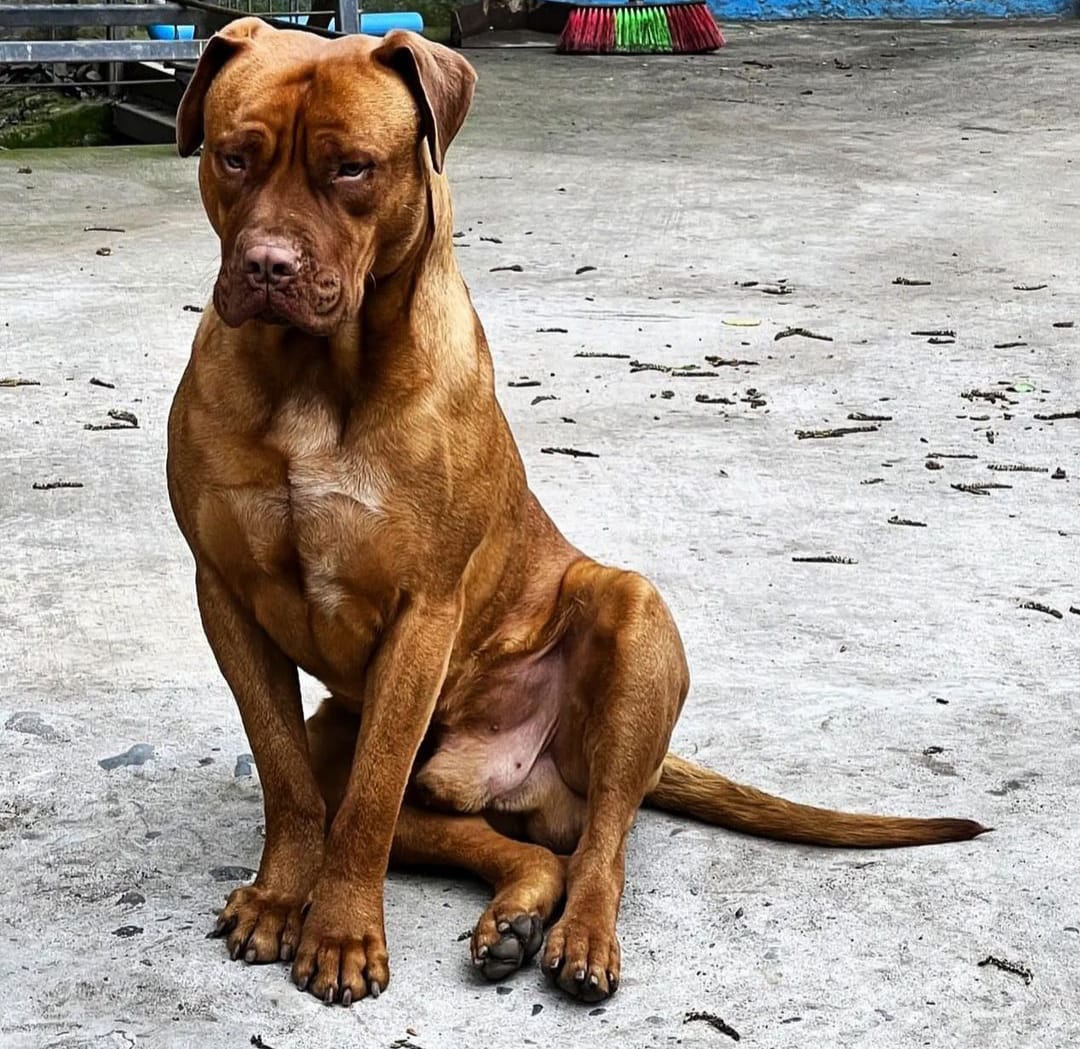
Dogo chileno
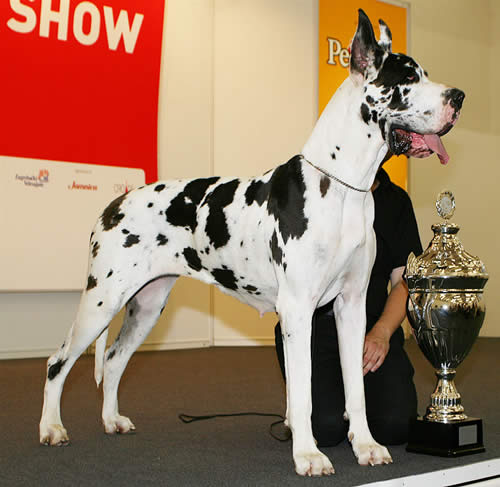
Gran danés
Perro Pampa Argentino
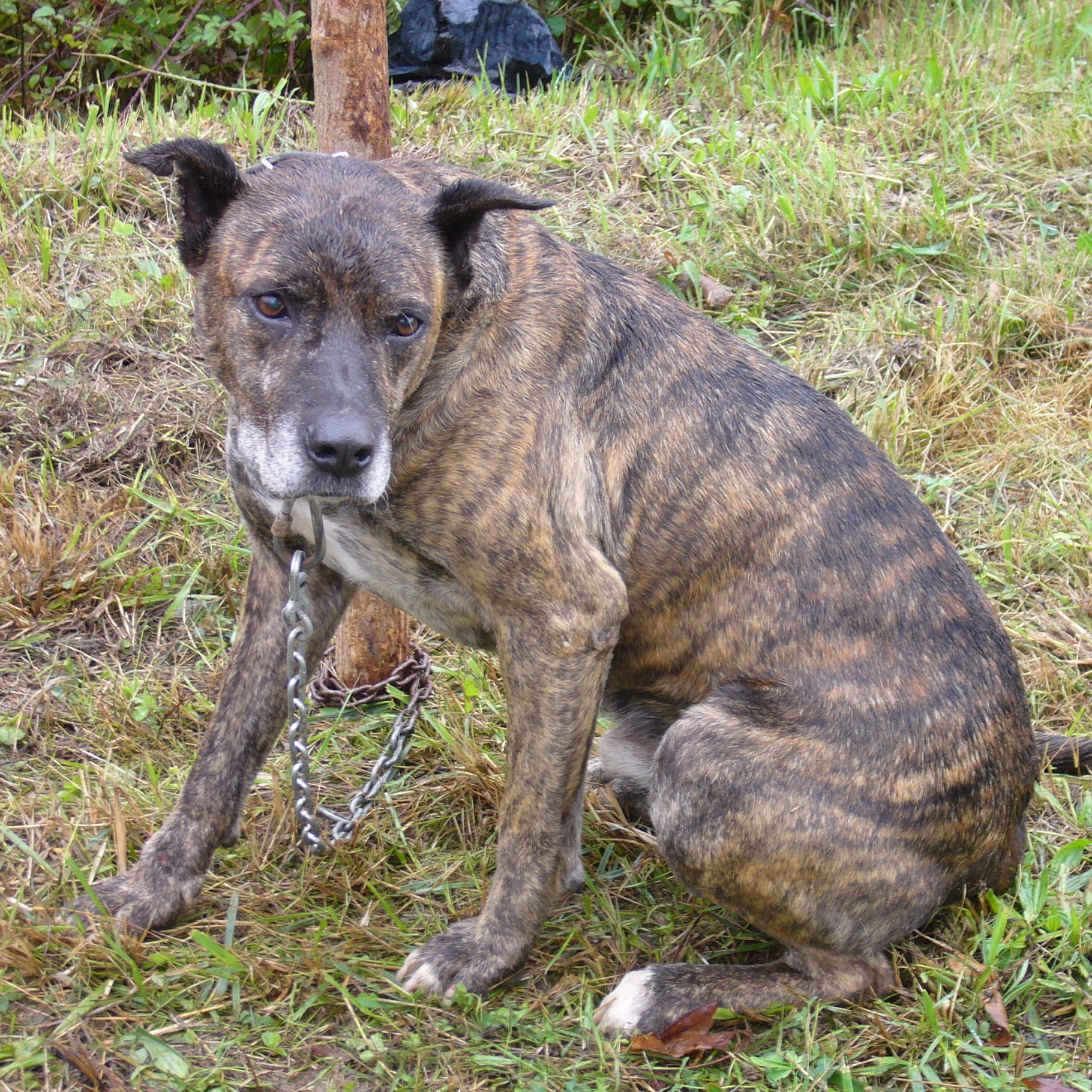
Villano de Las Encartaciones